# 火爆鋼球
《火爆鋼球》是1988年体育游戏，借鉴了手球和冰球的玩法。游戏首先登录Amiga和雅达利ST电脑，后移植到MS-DOS、康懋达64、Master System等平台。
《电脑游戏世界》给予游戏正面评价，称赞其画面和耐玩程度。